# Igor Sysoyev
Igor Sysoyev (en ruso: Игорь Владимирович Сысоев; Leningrado, RSFS de Rusia, 5 de septiembre de 1980–Raión de Temriuk, Rusia, 12 de mayo de 2024) fue un triatleta ruso.

## Carrera

### Participación en competiciones de la ITU
En 10 años participó en 67 eventos, de los cuales en 10 finalizó entre los mejores 10.
| Fecha      | Competición                             | Sede             | Posición |
| ---------- | --------------------------------------- | ---------------- | -------- |
| 2001-05-13 | Copa Mundial                            | Rennes           | 38       |
| 2002-05-19 | Copa Mundial                            | Ishigaki         | 30       |
| 2002-10-13 | Copa Mundial                            | Madeira          | 24       |
| 2002-10-23 | Copa Europea                            | Alanya           | 3        |
| 2003-04-26 | Copa Mundial                            | St Anthonys      | 33       |
| 2003-06-01 | Copa Europea                            | Zundert          | 17       |
| 2003-06-07 | Copa Mundial                            | Tongyeong        | 11       |
| 2003-06-15 | Copa Mundial                            | Gamagori         | 19       |
| 2003-08-10 | Copa Mundial                            | New York         | 14       |
| 2003-09-06 | Copa Mundial                            | Hamburg          | 27       |
| 2003-09-21 | Copa Mundial                            | Madrid           | 27       |
| 2003-11-02 | Copa Mundial                            | Cancún           | 20       |
| 2003-11-09 | Copa Mundial                            | Río de Janeiro   | 8        |
| 2004-04-11 | Copa Mundial                            | Ishigaki         | 19       |
| 2004-04-18 | Campeonatos Europeos                    | Valencia         | 11       |
| 2004-05-09 | Campeonato Mundial                      | Madeira          | 5        |
| 2004-07-25 | Copa Mundial                            | Salford          | 17       |
| 2004-08-01 | Copa Mundial                            | Tiszaújváros     | 8        |
| 2004-08-25 | Juegos Olímpicos                        | Atenas           | 15       |
| 2005-06-05 | Copa Mundial                            | Madrid           | 20       |
| 2005-07-31 | Copa Mundial                            | Salford          | 23       |
| 2005-08-06 | Copa Mundial                            | Hamburg          | 14       |
| 2005-08-20 | Campeonatos Europeos                    | Lausanne         | 15       |
| 2005-09-10 | Campeonatos Europeos                    | Gamagori         | 31       |
| 2005-10-26 | Premium European Cup                    | Alanya           | 9        |
| 2006-03-10 | Copa Mundial                            | Aqaba            | 9        |
| 2006-06-04 | BG Copa Mundial                         | Madrid           | 15       |
| 2006-06-23 | Campeonatos Europeos                    | Autun            | 10       |
| 2006-08-13 | BG Copa Mundial                         | Tiszaújváros     | 9        |
| 2006-09-02 | Campeonato Mundial                      | Lausanne         | 24       |
| 2006-09-09 | BG Copa Mundial                         | Hamburg          | 21       |
| 2006-09-24 | BG Copa Mundial                         | Beijing          | 17       |
| 2006-11-05 | BG Copa Mundial                         | Cancún           | 15       |
| 2007-03-25 | BG Copa Mundial                         | Mooloolaba       | 26       |
| 2007-05-06 | BG Copa Mundial                         | Lisbon           | 11       |
| 2007-06-03 | BG Copa Mundial                         | Madrid           | 14       |
| 2007-06-29 | Campeonatos Europeos                    | Copenhague       | 9        |
| 2007-07-07 | Premium European Cup                    | Holten           | 1        |
| 2007-08-11 | BG Copa Mundial                         | Tiszaújváros     | 22       |
| 2007-08-25 | Copa Europea                            | Split            | 2        |
| 2007-08-30 | BG Campeonato Mundial                   | Hamburg          | 17       |
| 2007-09-09 | Premium European Cup                    | Kędzierzyn-Koźle | 3        |
| 2007-09-15 | BG Copa Mundial                         | Beijing          | 28       |
| 2007-10-07 | BG Copa Mundial                         | Rhodes           | 49       |
| 2007-10-24 | Premium European Cup                    | Alanya           | 9        |
| 2007-11-04 | BG Copa Mundial                         | Cancún           | DNF      |
| 2008-04-13 | BG Copa Mundial                         | Ishigaki         | 16       |
| 2008-04-26 | BG Copa Mundial                         | Tongyeong        | 8        |
| 2008-05-10 | Campeonatos Europeos                    | Lisbon           | DNF      |
| 2008-06-05 | BG Campeonato Mundial                   | Vancouver        | 7        |
| 2008-07-13 | BG Copa Mundial                         | Tiszaújváros     | DNS      |
| 2008-07-20 | BG Copa Mundial                         | Kitzbühel        | 19       |
| 2008-08-18 | Juegos Olímpicos                        | Beijing          | 9        |
| 2008-09-07 | Premium European Cup                    | Kędzierzyn-Koźle | 1        |
| 2008-09-13 | Copa Europea                            | Vienna           | 3        |
| 2009-04-05 | Copa Europea                            | Quarteira        | 6        |
| 2009-05-02 | Dextro Energy World Championship Series | Tongyeong        | 23       |
| 2009-05-17 | Premium European Cup                    | Pontevedra       | DNF      |
| 2009-08-30 | Premium European Cup                    | Kędzierzyn-Koźle | 2        |
| 2009-10-25 | Premium European Cup                    | Alanya           | 4        |
| 2009-11-08 | Copa Mundial                            | Huatulco         | DNF      |
| 2010-04-11 | Dextro Energy World Championship Series | Sídney           | 37       |
| 2010-04-17 | Copa Europea                            | Antalya          | 5        |
| 2010-05-08 | Dextro Energy World Championship Series | Seoul            | 29       |
| 2010-08-29 | Premium European Cup                    | Almere           | 17       |
| 2010-10-24 | Premium European Cup                    | Alanya           | 9        |
| 2010-11-13 | Premium European Cup                    | Eilat            | 6        |
| 2011-04-03 | Copa Europea                            | Antalya          | 16       |
| 2011-07-03 | Copa Europea                            | Penza            | 10       |

BG = patrocinado por British Gas · DNF = no terminó · DNS = no inició

## Muerte
Sysoyev murió en un accidente de tráfico en el Raión de Temriuk el 12 de mayo de 2024 a los 43 años.

## Logros
- Copa Rusa (1): 2009[4]